# أوغوستا كايزر
أوغوستا كايزر (بالألمانية: Augusta Kaiser) هي نحّاتة ألمانية، ولدت في 16 يناير 1895 في Niederbrechen ‏ في ألمانيا، وتوفيت في 27 سبتمبر 1932 في فيسبادن في ألمانيا.